# Гентський університет
Гентський університет (нід. Universiteit Gent, скорочено — UGent) — один з трьох найбільших фламандських університетів. Розташований в історичному місті Гент у Фландрії, нідерландськомовній (північній) частині Бельгії. В університеті навчається близько 41000 студентів і працює близько 9000 співробітників.

## Історія
Гентський університет було засновано 9 жовтня 1817 року. Перший ректор — Дж. К. Ван Роттердам. У перший рік 190 студентів навчалися в 16 викладачів. Було чотири факультети: гуманітарних наук, права, медицини і природничий. Навчали латиною. Університет засновано з указу нідерландського короля Вільгельма I Фредеріка в межах політики подолання інтелектуального та академічного відставання в південній частині Об'єднаного королівства Нідерланди, яка згодом стала Бельгією. Створення університетів у Левені й Льєжі теж було частиною політики короля.
Після бельгійської революції спостерігався пік кількості студентів (414 осіб), згодом кількість студентів стала знижуватися. Було перервано навчання на факультетах гуманітарних наук та природничому, проте через п'ять років (1835) навчання відновилося.
У 1882 році Сідні Вергулст стала першою студенткою в університеті, до цього тут були навчалися тільки чоловіки.
Після революції 1830 року навчали французькою мовою. У 1903 році фламандський політик Лодевейк де Рат провів успішну кампанію за навчання на нідерландською мовою, і в 1906 році було розпочато перші курси. Фламандський інститут (Vlaemsche Hoogeschool) було засновано в 1916 році, але потім у зв'язку з Першою світовою війною було ліквідовано. У 1923 році П'єр Нолф вніс пропозицію до кабінету міністрів перевести навчання в університеті на нідерландську мову, що було реалізовано в 1930 році. Август Вермейлен був першим ректором першого університету в Бельгії, де навчали нідерландською мовою.
Під час Другої світової війни адміністрація університету намагалася здобути прихильність нацистської Німеччини, звільнюючи членів професорсько-викладацького складу, незгодних з політикою нацистів, та призначаючи вірних активістів. Проте в подальшому перебігу війни університет став координаційним центром для багатьох членів руху опору.
До 1953 року в університеті навчалося понад 3000 студентів, а до 1969 року — більше, ніж 11 500. Кількість факультетів збільшилося до одинадцяти від 1957 року, коли заснували інженерний факультет. У 1968 році відкрито факультети економіки та ветеринарної медицини, а ще біотехнології й фармацевтики в 1969 році. У 1992 році засновано факультет суспільних і політичних наук.
Університет офіційно змінив свою назву з Rijksuniversiteit Gent (RUG) на Universiteit Gent (UGent) в 1991 році, відколи фламандська спільнота Бельгії здобула велику автономію.

## Факультети
- Філософії й мистецтв
- Юридичний
- Природничий
- Медичний
- Інженерний
- Економіки й управління на підприємстві
- Ветеринарної медицини
- Психології й педагогіки
- Біоінженерних технологій
- Фармацевтики
- Суспільних і політичних наук

## Відомі випускники
- Марієтта Яннаку

## Відомі викладачі
- Етьєн Вермерш — бельгійський філософ